# Scorpaenopsis diabolus
Faux poisson-pierre, Poisson-scorpion diable, Poisson cirrheux
Espèce
Scorpaenopsis diabolus, communément nommé Faux poisson pierre, Poisson-scorpion diable ou Poisson cirrheux, est une espèce de poissons marins benthiques de la famille des Scorpaenidae.

## Description
Le faux poisson-pierre est un poisson de petite taille pouvant atteindre 30 cm de long.
Muni d'une tête massive et corps trapu. Il peut être confondu avec le poisson pierre (Synanceia verrucosa), sa particularité physique distinctive est notamment une bosse à l'arrière de la tête. Il se maintient sur le substrat et se déplace avec ses nageoires pectorales, leur revers est rayé de bandes noires et orange. Les rayons de sa nageoire dorsale sont venimeux.
Le corps semble couvert de sédiments et d'algues et sa coloration varie du brun au gris.

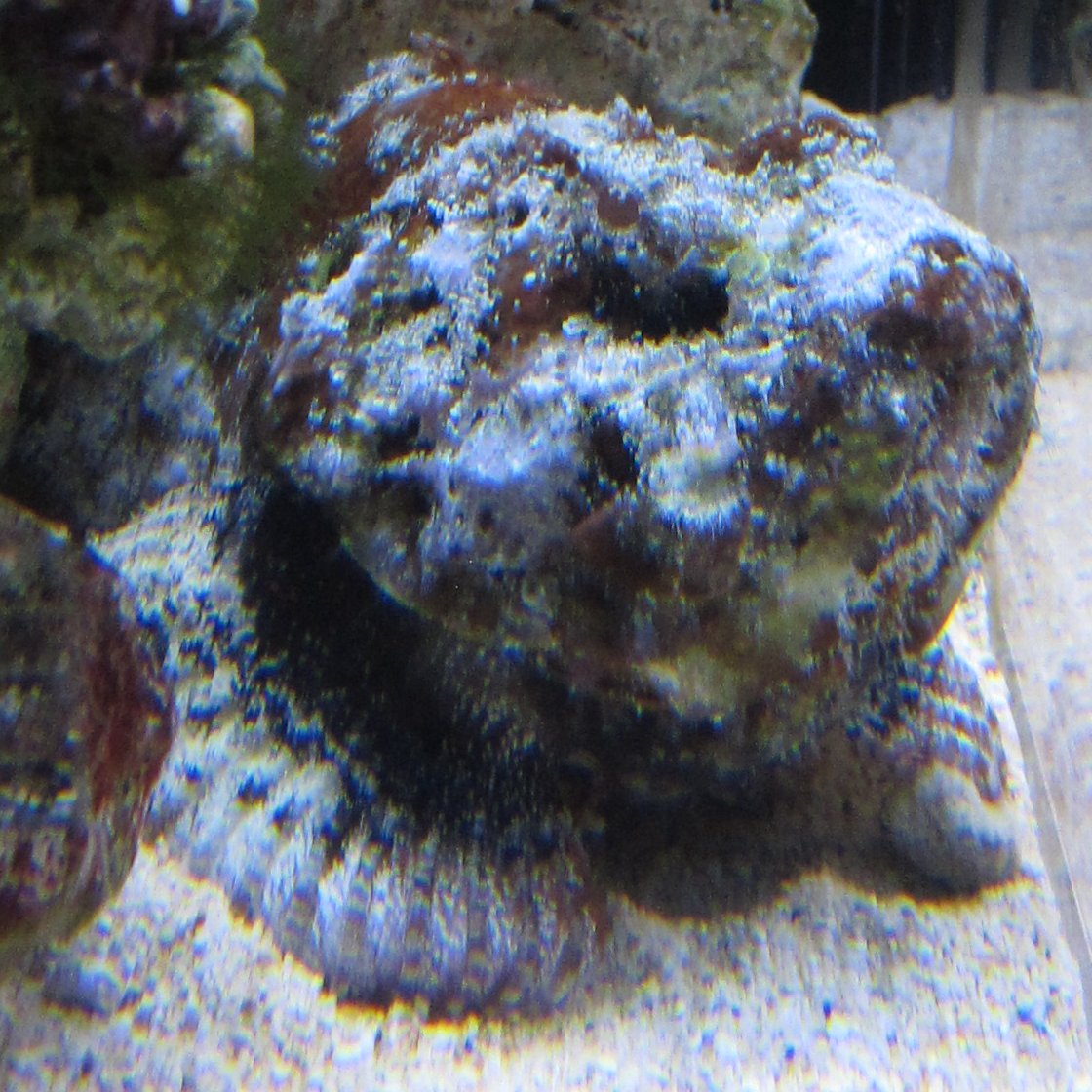
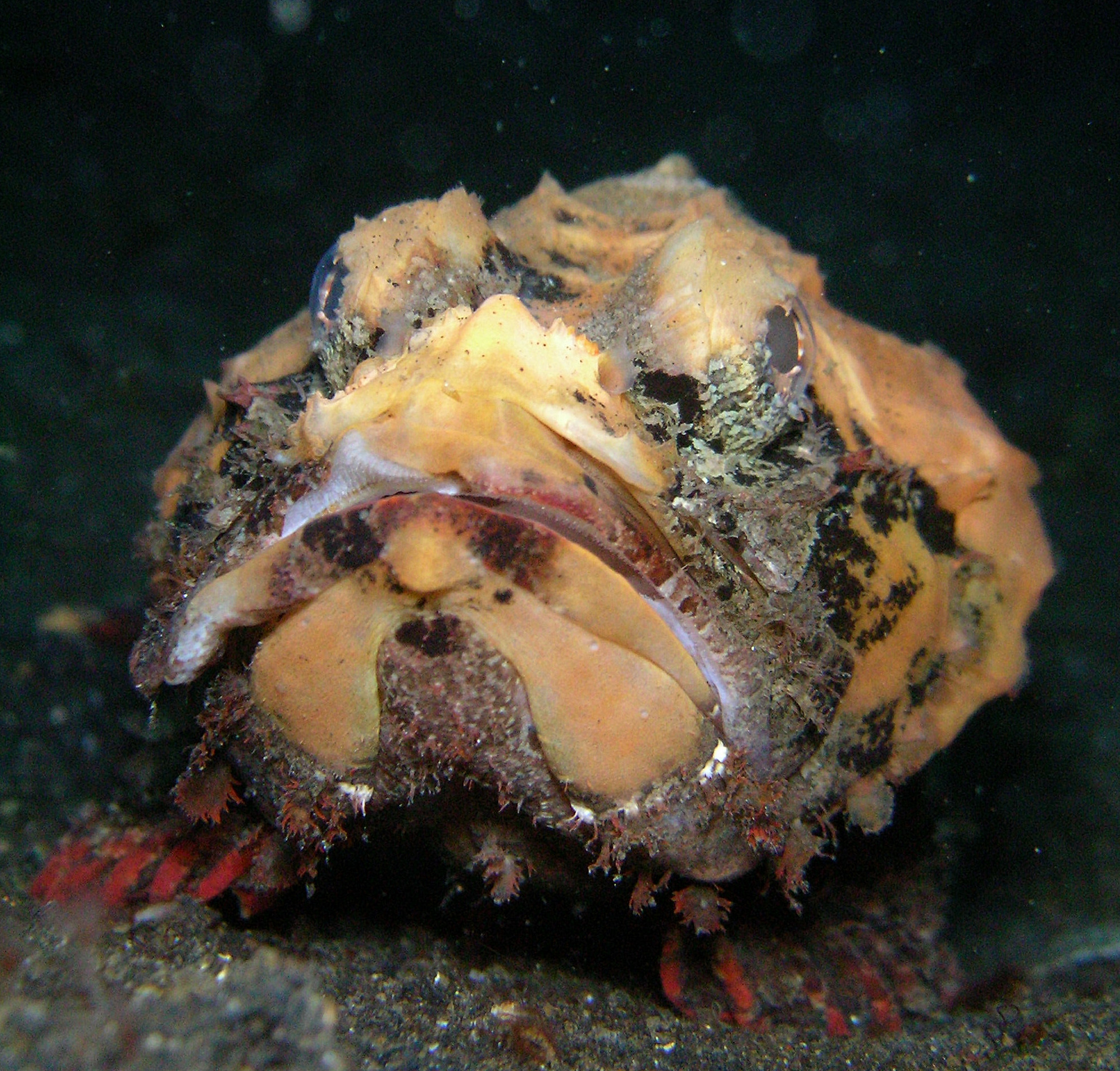
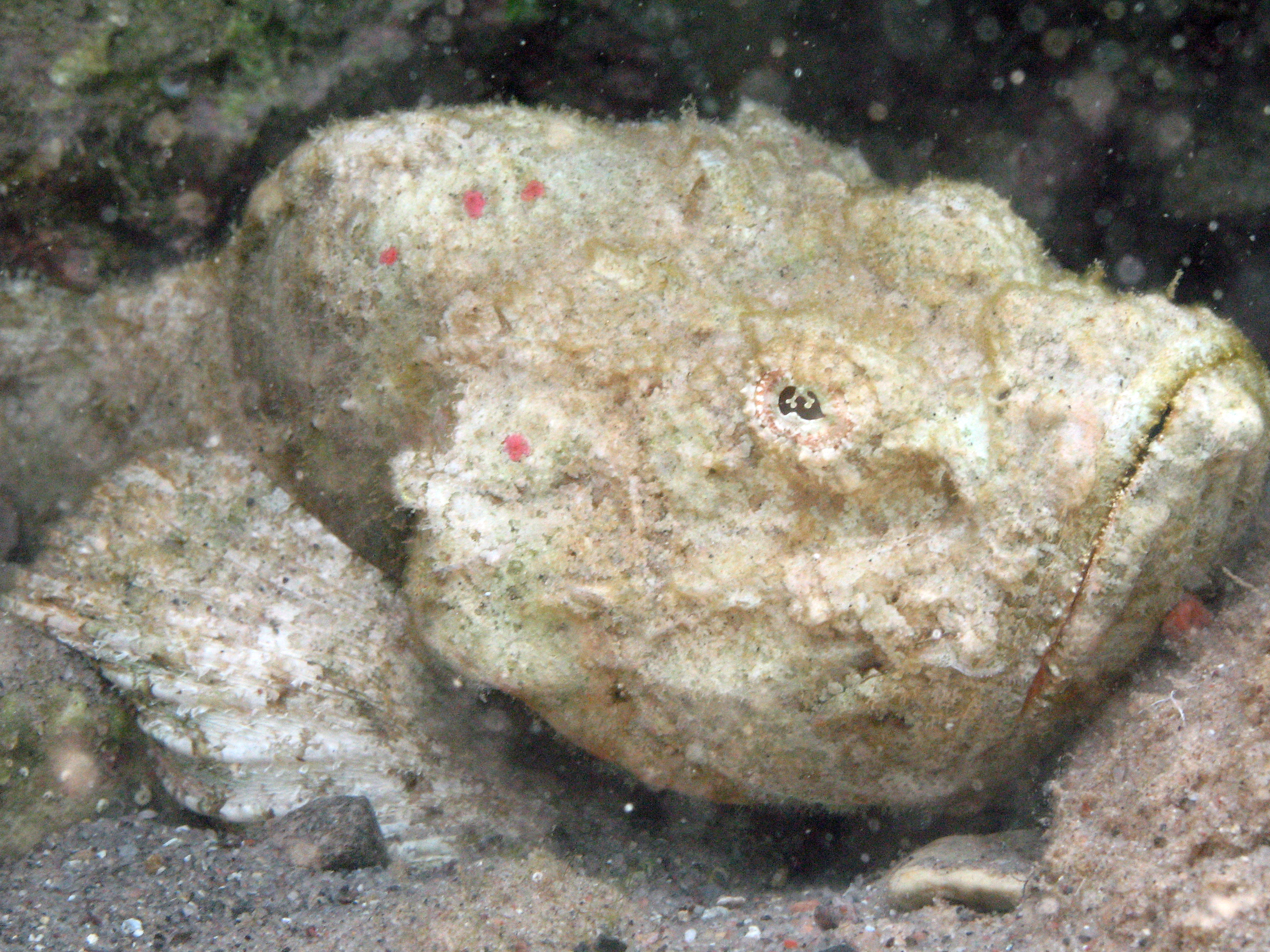
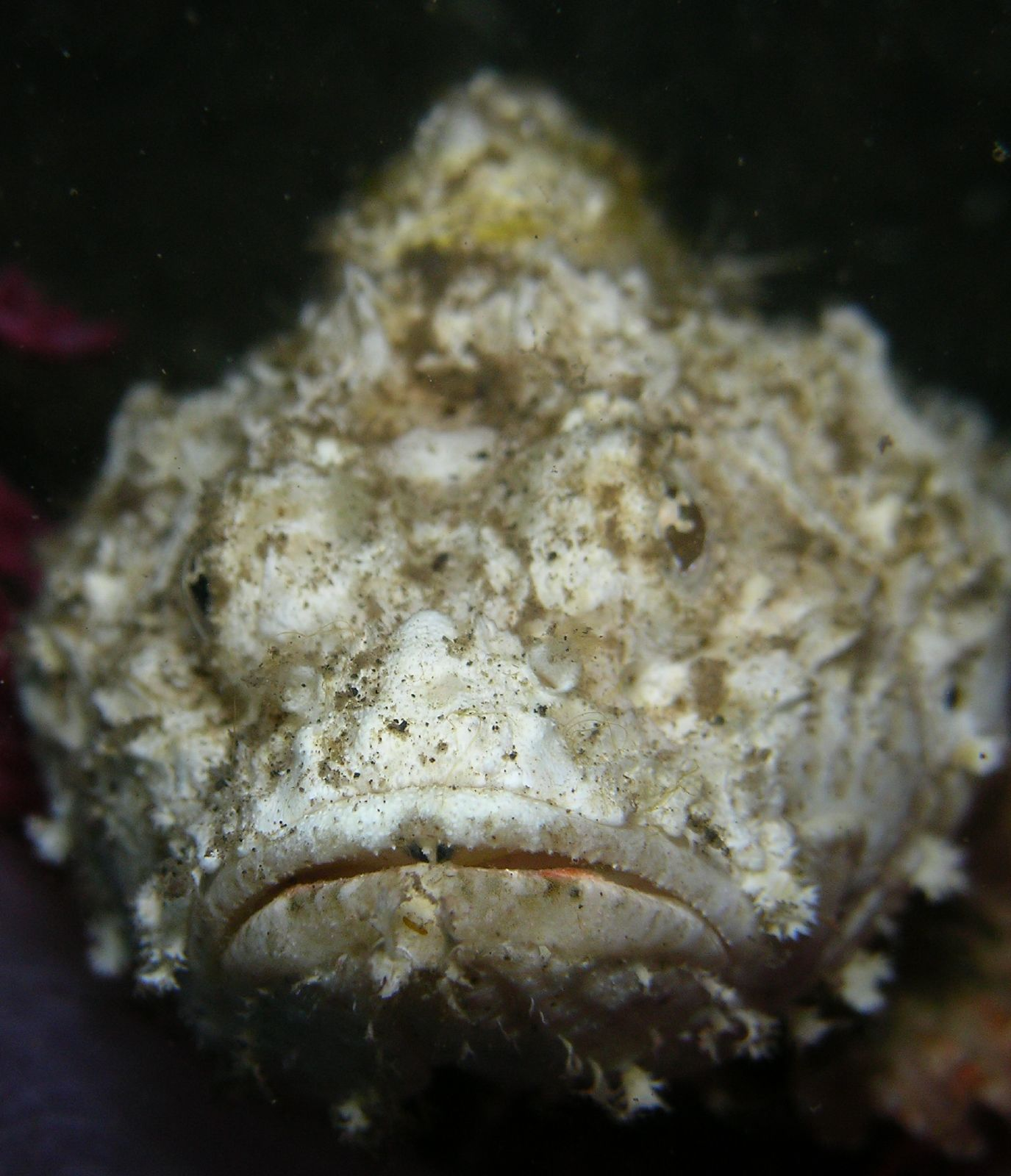

## Distribution et habitat
L'espèce fréquente les eaux tropicales et subtropicales de l'océan Indien, mer Rouge incluse, jusqu'aux îles océaniques de l'océan Pacifique.
Profondeur de 1 à 70 m. Ce poisson-scorpion apprécie les fonds rocheux, les lagons et le sommet des zones récifales.

## Alimentation
Le faux poisson-pierre se nourrit de poissons et de crustacés passant à sa portée.

## Comportement
Benthique, nocturne, il chasse à l'affût en attendant le passage de ses proies potentielles.

## Le faux poisson-pierre et l'homme
Les rayons venimeux du poisson-scorpion diable peuvent infliger de douloureuses piqûres à l'homme.

## Sources bibliographiques
- Andrea & Antonnella Ferrari, Macrolife, Nautilis publishing, 2003 (ISBN 983-2731-00-3)
- Ewald Lieske et Robert Myers, Guide des poissons des récifs coralliens, Delachaux et Niestlé, 1995 (ISBN 2-603-00982-6)
- Andrea & Antonnella Ferrari, Récifs coralliens, Delachaux et Niestlé, 2000 (ISBN 9-782603-014851)